# トーゴの首相一覧
トーゴの首相一覧（トーゴのしゅしょういちらん、フランス語: Président du Conseil de la République togolaise）は、アフリカのトーゴ共和国の首相及び閣僚評議会議長の一覧を、フランス領時代より記す。

## 概要
建国以来、首相率いる閣僚評議会は事実上、行政権を持つ大統領の補佐機関と化していた。1991年に首相へ就任したジョセフ・ココウ・コフィゴは縁故主義者であったため、退任を巡って、国軍兵士との武力衝突が3回も起こっている。
2024年の憲法改正により総選挙での第1党党首が自動的に閣僚評議会議長に就任することとなり、またそれまで大統領が持っていた行政権の大部分を受け継いだ。これにより総選挙に勝ち続ける限り、大統領とは違って再選回数制限を気にすることなく特定の人物が権力を保持することが可能になったとしてトーゴ国内からは批判も巻き起こった。

## 歴代首相の一覧
| 代                                  | 肖像                                | 氏名                                                  | 就任日                              | 退任日                              | 出身党派                            | 大統領                                            | 備考                                |
| フランス領トーゴランド 自治政府首相 | フランス領トーゴランド 自治政府首相 | フランス領トーゴランド 自治政府首相                   | フランス領トーゴランド 自治政府首相 | フランス領トーゴランド 自治政府首相 | フランス領トーゴランド 自治政府首相 | フランス領トーゴランド 自治政府首相               | フランス領トーゴランド 自治政府首相 |
| ----------------------------------- | ----------------------------------- | ----------------------------------------------------- | ----------------------------------- | ----------------------------------- | ----------------------------------- | ------------------------------------------------- | ----------------------------------- |
| -                                   |                                     | ニコラ・グルニツキー Nicolas Grunitzky                | 1956年9月10日                       | 1958年5月16日                       | トーゴ進歩党                        | （フランス大統領）                                |                                     |
| 1                                   |                                     | シルバヌス・オリンピオ Sylvanus Olympio               | 1958年5月16日                       | 1960年4月27日                       | トーゴ統一党                        | （フランス大統領）                                |                                     |
| トーゴ共和国首相                    |                                     |                                                       |                                     |                                     |                                     |                                                   |                                     |
| (1)                                 |                                     | シルバヌス・オリンピオ Sylvanus Olympio               | 1960年4月27日                       | 1961年4月12日                       | トーゴ統一党                        | （兼任）                                          | 大統領在職中に暗殺。                |
| 廃止（1961年4月12日-1991年8月27日） |                                     |                                                       |                                     |                                     |                                     |                                                   |                                     |
| 2                                   |                                     | ジョセフ・ココウ・コフィゴー Joseph Kokou Koffigoh    | 1991年8月27日                       | 1994年4月23日                       | 新部隊調整                          | ニャシンベ・エヤデマ                              |                                     |
| 3                                   |                                     | エデム・コジョ Edem Kodjo                             | 1994年4月23日                       | 1996年8月20日                       | トーゴ民主同盟                      | ニャシンベ・エヤデマ                              | アフリカ統一機構元事務総長。        |
| 4                                   |                                     | クワシイ・クルツェ Kwassi Klutse                      | 1996年8月20日                       | 1999年5月21日                       | 人民同盟                            | ニャシンベ・エヤデマ                              |                                     |
| 5                                   |                                     | ユジェーヌ・コフィ・アドボリ Eugene Koffi Adoboli     | 1999年5月21日                       | 2000年8月31日                       | 人民同盟                            | ニャシンベ・エヤデマ                              |                                     |
| 6                                   |                                     | アグベヨメ・コジョ Agbéyomé Kodjo                     | 2000年8月31日                       | 2002年6月29日                       | 人民同盟                            | ニャシンベ・エヤデマ                              |                                     |
| 7                                   |                                     | コフィ・サマ Koffi Sama                               | 2002年6月29日                       | 2005年6月9日                        | 人民同盟                            | ニャシンベ・エヤデマ ボンフォー・アッバス（暫定） |                                     |
| 8                                   |                                     | エデム・コジョ Edem Kodjo                             | 2005年6月9日                        | 2006年9月20日                       | トーゴ民主同盟                      | フォール・ニャシンベ                              | アフリカ統一機構元事務総長。        |
| 9                                   |                                     | ヤウォヴィ・アグボイボ Yawovi Agboyibo                | 2006年9月20日                       | 2007年12月6日                       | 再生実行委員会                      | フォール・ニャシンベ                              |                                     |
| 10                                  |                                     | コムラン・マリ Komlan Mally                           | 2007年12月6日                       | 2008年9月8日                        | 人民同盟                            | フォール・ニャシンベ                              |                                     |
| 11                                  |                                     | ジルベール・ウングボ Gilbert Houngbo                  | 2008年9月8日                        | 2012年7月23日                       | 無所属                              | フォール・ニャシンベ                              |                                     |
| 12                                  |                                     | クエシ・アオメイ＝ズュニュ Kwesi Ahoomey-Zunu         | 2012年7月23日                       | 2015年6月10日                       | 共和国連合                          | フォール・ニャシンベ                              |                                     |
| 13                                  |                                     | コミ・セロム・クラス Komi Sélom Klassou               | 2015年6月10日                       | 2020年9月28日                       | 共和国連合                          | フォール・ニャシンベ                              |                                     |
| 14                                  |                                     | ヴィクトワール・トメガ・ドグベ Victoire Tomegah Dogbé | 2020年9月28日                       | 2025年5月3日                        | 共和国連合                          | フォール・ニャシンベ                              | 同国初の女性首相。                  |
| トーゴ共和国閣僚評議会議長          |                                     |                                                       |                                     |                                     |                                     |                                                   |                                     |
| 15                                  |                                     | フォール・ニャシンベ Faure Gnassingbé                 | 2025年5月3日                        | （現職）                            | 共和国連合                          | ジャン＝リュシアン・サヴィ・デ・トーヴ            | 2024年憲法改正で権限強化。          |